# 국내주재 외교기관 1백미터 이내에서의 옥외집회금지 사건
국내주재 외교기관 1백미터 이내에서의 옥외집회금지 사건(헌재 2003.10.30. 2000헌바67등)은 대한민국 헌법재판소 판례이다. 집회금지의 요건을 엄격하게 해석한 판례이다.

## 판결
특히 집회의 금지와 해산은 원칙적으로 공공의 안녕질서에 대한 직접적인 위협이 명백하게 존재하는 경우에 한하여 허용될 수 있다. 집회의 금지와 해산은 집회의 자유를 보다 적게 제한하는 다른 수단, 즉 조건(예컨대 시위참가자수의 제한, 시위대상과의 거리제한, 시위방법, 시기, 소요시간의 제한 등)을 붙여 집회를 허용하는 가능성을 모두 소진한 후에 비로소 고려될 수 있는 최종적인 수단이다. 이러한 의미에서 집회의 절대적인 금지사유를 규정하는 집시법 제5조 제1항 제2호도 “집단적인 폭행ㆍ협박ㆍ손괴ㆍ방화 등으로 공공의 안녕질서에 직접적인 위협을 가할 것이 명백한 집회”라고 하여 집회금지요건을 매우 엄격하게 규정하고 있다

## 참고 문헌
- 전국사회교사모임, 우리 사회를 움직인 판결, 휴머니스트, 2007. ISBN 9788958621973

## 같이 보기
- 집회의 자유